# Nikolići
Nikolići (cyr. Николићи) – wieś w Bośni i Hercegowinie, w Republice Serbskiej, w gminie Rudo. W 2013 roku liczyła 42 mieszkańców.